# Отигба, Кеннет
Кеннет Карим Отигба (англ. Kenneth Karim Otigba; 29 августа 1992, Кадуна, Нигерия) — венгерский футболист, защитник венгерского клуба «Ференцварош» и сборной Венгрии.

## Карьера
Отигба родился в Нигерии, начал играть в футбол в детской секции местного клуба «Кадуна Юнайтед». В 2000 году в 8-летнем возрасте с родителями переехал в Венгрию, где играл в юношеских командах «Дьюлаи Термал» и «Бекешчаба».
В возрасте 16 лет присоединился к молодёжной академии нидерландского «Херенвена». 16 декабря 2012 года Кенни дебютировал в основном составе в игре против «Утрехта», завершившемся поражением 1-3. В дальнейшем занял прочное место в центре обороны и в октябре 2013 года Кеннет заключил новый контракт с клубом до лета 2016 года с возможным продлением на два года.
9 августа 2016 года был отправлен в аренду в турецкий клуб «Касымпаша» из Стамбула, выступающем в Турецкой Суперлиге.
В июне 2017 года «Херенвен» и «Ференцварош» достигли соглашения о переходе игрока в будапештскую команду.

## Карьера в сборной
Получив венгерское гражданство, Отигба с 14 лет играл за юношеские сборные Венгрии различных возрастов, за молодёжную сборную Венгрии (до 21 года) сыграл 6 матчей. За национальную сборную Венгрии дебютировал лишь в 25-летнем возрасте, 23 марта 2018 года в Будапеште, в товарищеском матче со сборной Казахстана (2-3).